# Alexie Gilmore
Alexie Gilmore (Manhattan, Nueva York, 11 de diciembre de 1976) es una actriz estadounidense que protagonizó New Amsterdam como la Dra. Sara Dillane. Ella aparece en  Definitely, Maybe y coprotagonizó Surfer, Dude. Alexie también interpretó el papel de Kelly en  Willow Creek. Interpretó a Devon Atwood en tres episodios de CSI: Cyber como la esposa del personaje Elijah Mundo. Otros créditos de Alexie incluyen 90210 y Legends.

## Primeros años
Gilmore nació en Manhattan y se mudó a Tenafly, Nueva Jersey, donde asistió a Tenafly High School. Gilmore asistió a Allentown College (ahora conocido como DeSales University) en Center Valley, Pennsylvania.

## Filmográfia
| Año  | Título                  | Rol             | Notas        |
| ---- | ----------------------- | --------------- | ------------ |
| 2000 | Lisa Picard Is Famous   | Featured        |              |
| 2005 | The Anger Eater         | Liz             | Cortometraje |
| 2005 | Nicky's Game            | Tatiana         | Cortometraje |
| 2006 | Find Love               | She             |              |
| 2006 | Cosa Bella              | Belle           | Cortometraje |
| 2007 | Descent                 | Seline          |              |
| 2007 | The Babysitters         | Jill            |              |
| 2007 | I Do & I Don't          | Cheryl Murphy   |              |
| 2008 | Definitely, Maybe       | Olivia          |              |
| 2008 | The 27 Club             | Anna            |              |
| 2008 | Surfer, Dude            | Danni Martin    |              |
| 2009 | Frank the Rat           | Sue             |              |
| 2009 | World's Greatest Dad    | Claire Reed     |              |
| 2009 | Mercy                   | Chris           |              |
| 2011 | Brief Reunion           | Lea             |              |
| 2012 | Fairhaven               | Angela          |              |
| 2012 | 2nd Serve               | Sherry          |              |
| 2013 | Willow Creek            | Kelly           |              |
| 2013 | Labor Day               | Marjorie        |              |
| 2013 | Carlos Spills the Beans | Rebecca         |              |
| 2014 | Always Woodstock        | Sally           |              |
| 2016 | Woman Child             | Malynn Winecott | Cortometraje |
| 2017 | Espionage Tonight       | Elizabeth Geary |              |

### Televisión
| Año  | Tituló                             | Rol                       | Notas                                                                       |
| ---- | ---------------------------------- | ------------------------- | --------------------------------------------------------------------------- |
| 2005 | Rescue Me                          | Dawn                      | "Happy"                                                                     |
| 2006 | Conviction                         | Kelly Kovacs              | "Indebted"                                                                  |
| 2006 | Love Monkey                        | Mary Dee Johnson          | "The One That Got Away"                                                     |
| 2006 | Hope & Faith                       | Amber                     | "Jay Date"                                                                  |
| 2007 | Law & Order: Criminal Intent       | Regan Hanson              | "Privilege"                                                                 |
| 2008 | Wainy Days                         | Tamara                    | "Sublet"                                                                    |
| 2008 | New Amsterdam                      | Dr. Sara Dillane          | Main role                                                                   |
| 2009 | Cupid                              | Sarah 'Sweet Jane' Porter | "Left of the Dial"                                                          |
| 2009 | Nurse Jackie                       | Amy Greenfield            | "Pupil"                                                                     |
| 2009 | Private Practice                   | Sarah Freemont            | "Right Here, Right Now"                                                     |
| 2010 | Medium                             | Gretchen Morgan           | "An Everlasting Love"                                                       |
| 2010 | Ghost Whisperer                    | Julie Kale                | "Implosion"                                                                 |
| 2010 | Burn Notice                        | Claire Baruchel           | "Dead or Alive"                                                             |
| 2011 | Svetlana                           | Monica                    | "Water-Board Certified"                                                     |
| 2011 | House                              | Ainsley Barton            | "Risky Business"                                                            |
| 2012 | Hawaii Five-0                      | Vanessa Palmer            | "Pa Make Loa"                                                               |
| 2012 | CSI: Crime Scene Investigation     | Linda Burns               | "Pick and Roll"                                                             |
| 2013 | 90210                              | Elizabeth McManus         | "#realness"                                                                 |
| 2014 | Castle                             | Anita Miller              | "Room 147"                                                                  |
| 2014 | Believe                            | Sarah                     | "Bang and Blame"                                                            |
| 2014 | Legends                            | Serena Milloy             | "Quicksand", "Iconoclast", "Wilderness of Mirrors"                          |
| 2014 | Person of Interest                 | Rachel Farrow             | "The Cold War"                                                              |
| 2015 | Maron                              | Linda                     | "Steel Johnson"                                                             |
| 2015 | Quality Time                       | Lizzie                    | "Pilot"                                                                     |
| 2015 | The Grinder                        | Vanessa Gerhart           | "Little Mitchard No More"                                                   |
| 2015 | CSI: Cyber                         | Devon Atwood              | "Fire Code", "Ghost in the Machine", "Shades of Grey"                       |
| 2016 | Lopez                              | Sheila                    | "George Takes a Hike", "Down ad Drought in Beverly Hills", "George's Party" |
| 2017 | Bones                              | Cornelia Mills            | "The Tutor in the Tussle"                                                   |
| 2017 | The Magicians                      | Cindy Gaines              | "The Rattening"                                                             |
| 2017 | The Adventures of Piñata and Skyla | Skyla                     | TV series                                                                   |